# Carola Fasel
Carola Fasel (* 27. Juni 1997 in Freiburg im Üechtland) ist eine ehemalige Schweizer Fussballspielerin. Sie war Mitglied des Nationalkaders und spielte zuletzt für den BSC YB Frauen.

## Karriere

### Vereine
Carola Fasel spielte in ihrer Jugend beim FC Wünnewil (später FC Wünnewil-Flamatt) und wechselte mit zwölf Jahren zum BSC YB Frauen U 19. Dort durchlief die Innenverteidigerin sämtliche Nachwuchsstufen, bevor sie 18-jährig den Sprung ins NLA-Team schaffte und dort zur Stammspielerin avancierte.
In der Saison 2020/2021 wagte Fasel den Schritt ins Ausland zum französischen Zweitligisten AS Nancy. Nach dem Start der Meisterschaft folgte nach nur fünf Spielen die Zwangspause für die Division 2 infolge der COVID-19-Pandemie. Nach dem definitiven Abbruch der Meisterschaft an Ostern 2021 kehrte Carola Fasel im Juni wieder zu YB zurück. Am 24. September 2022 spielte sie letztmals für YB und beendete ihre Karriere.

### Nationalteam
Bereits 2016 zeigte Carola Fasel in der U‑19-Nationalmannschaft an der Fussball-Europameisterschaft in der Slowakei ihr Talent. Sie bestritt drei Spiele in der Gruppenphase gegen Österreich (4:0), Deutschland (4:2) und die späteren Europameisterinnen Spanien (0:5). In ihrem vierten Spiel im Halbfinale gegen Frankreich verlor das Schweizer Team mit 1:3.
Fasel absolvierte zwischen 2019 und 2020 drei Länderspiele. Sie debütierte beim Algarve Cup 2019 und wurde im Testspiel gegen Spanien in der zweiten Halbzeit eingesetzt.